# ISTQB
L’ISTQB (en anglais : International Software Testing Qualifications Board) est le Comité international de qualification du test logiciel. Cette organisation délivre des certifications reconnues dans le monde entier. Elle a été fondée en novembre 2002 à Édimbourg, comme association à but non lucratif, et est légalement enregistrée en Belgique.
L’ISTQB propose de valider le titre de testeur certifié ISTQB, une qualification standardisée pour le test logiciel. Les qualifications validées sont hiérarchisées et suivent des directives d’accréditation et d’examen. En janvier 2021, plus de 1 000 000 certifications ont été délivrées par l’ISTQB. Le comité de l’ISTQB est composé de 47 membres représentant plus de 71 pays.

## Certifications
L’ISTQB propose trois niveaux de certification :
- Le niveau fondamental contient trois modules avec chacun un examen et une certification distincte
  - « Testeur Certifié » : Notions fondamentales - Tester tout au long du cycle de vie logiciel - Techniques statiques - Techniques de conception des tests - Gestion des tests - Outils de test
  - « Extension AGILE » : Approche spécifique du test Agile en accord avec le Manifeste - Valeurs et principes des projets Agiles - positionnement du testeur dans l'équipe projet
  - « Extension Model Based Testing » : En cours de Finalisation
- Le niveau avancé contient trois modules avec chacun un examen et une certification distincte
  - « Manager de tests » : Processus de test - Gestion des tests - Revues - Gestion des défauts - Amélioration du processus de test - Outils de test et automatisation - Gestion des compétences de test
  - « Analyste de tests » : Processus de test - Gestion des tests - Techniques de test - Test des caractéristiques de la qualité logicielle - Revues - Gestion des défauts – Outils
  - « Analyste technique de tests » : Test orienté risque - Test basé sur la structure - Techniques analytiques - Caractéristiques qualité du test technique - Revues - Outils et automatisation
- Le niveau expert contient quatre modules avec chacun un examen et une certification distincte « l'amélioration du processus de test », « le management du test », « automatisation de test » (en cours d'élaboration), « test de sécurité » (en cours d'élaboration)

Le contenu de chaque programme fait l’objet de cours par des organismes d’entraînement à l’examen, qui est organisé par le comité national. Si l’examen est réussi, le candidat reçoit le certificat de testeur certifié ISTQB. Il est possible aussi de préparer l’examen sans être aidé par un organisme. Aucun prérequis n’est nécessaire pour obtenir la certification, mais certains pays exigent une certaine durée d’expérience professionnelle.

## Examen
L’examen consiste en un questionnaire à choix multiples pour les deux premiers niveaux. La certification est valable à vie. Pour le niveau des fondements, on demande des connaissances théoriques dans le développement logiciel et le test logiciel. Pour les niveaux avancés, les examens portent plus sur la pratique et demandent des connaissances spécifiques dans des domaines précis. Le niveau expert est en préparation.